# Distretto di Shorabak
Il distretto di Shorabak è un distretto dell'Afghanistan appartenente alla provincia di Kandahar. Viene stimata una popolazione di 11.200 abitanti (dato 2012-13).